# Lomé-aftalen
Lomé-aftalen er en handels- og bistandsaftale mellem det daværende EF og oprindeligt 46 Afrikanske, Caribiske, Stillehavslande, der blev underskrevet i Togos hovedstad Lomé i februar 1975. De tilsluttede lande kom til at hedde AVS-landene (Afrika, Vestindien og Stillehavet – på engelsk ACP countries). 
Aftalen byggede på et princip om partnerskab, opnået gennem en tilknytning til Europa, da de alle var tidligere kolonier. De opnåede med aftalen en fortrinsstilling på det europæiske marked. 
Aftalen er genforhandlet og fornyet tre gange: Lomé II (1981 – 1985), Lomé III 1985 – 1986 med udløb i 1990; Lomé IV blev underskrevet i december 1989. Undervejs var antallet af deltagende lande steget til mere end 70.
I 1995 blev Verdenshandelsorganisationen WTO dannet, og reglerne her gik på, at der skulle være ens regler for alle, og det lagde pres på Lomé-aftalerne, så EU besluttede at erstatte dem med et nyt regelsæt. Det blev Cotonou-aftalen, der blev indgået i juni 2000, opkaldt efter hovedstaden i Benin.
| Politik | Spire Denne artikel om politik og ideologi er en spire som bør udbygges. Du er velkommen til at hjælpe Wikipedia ved at udvide den. |